# Société des bains de mer de Monaco
De Société des Bains de Mer, officieel Société des Bains de Mer et du Cercle des Étrangers à Monaco (SBM) is een beursgenoteerd bedrijf, dat geregistreerd is in het Vorstendom Monaco. SBM beheert het Monte Carlo Casino, de Opéra de Monte-Carlo en het Hotel de Paris in Monte Carlo.